# Indokinas kommunistiska parti
Indokinas kommunistiska parti (vietnamesiska: Đông Dương Cộng sản Đảng) var ett kortlivat kommunistiskt politiskt parti i nordöstra Franska Indokina åren 1929–1930. Det var endast verksamt i Tonkinregionen och uppgick i och med partisammanslagningen 1930 i Vietnamesiska kommunistpartiet, senare omdöpt till Indokinesiska kommunistpartiet.

## Historia
Partiet hade sitt ursprung i det år 1925 grundade Vietnams revolutionära ungdomsförbund (Thanh Niên) som motsatte sig den franska kolonialmakten och ville omfördela mark till landets fattigbönder. Organisationen var baserad i exil i Republiken Kina men utsattes från 1928 av intensiva förföljelser av det styrande nationalistpartiet Kuomintang. Revolutionära ungdomsförbundet splittrades och löstes upp till följd av detta och i maj 1929 sammanträdde i exil representanter för de främsta av de vietnamesiska revolutionära grupperna på en konferens i Hongkong. Där kom man fram till att kapitalismens utveckling i hemlandet oundvikligen skulle leda till ökade klasskonflikter, men att det inhemska proletariatet ännu ej var redo för ett regelrätt kommunistiskt parti utan istället borde man satsa på att stärka existerande föreningar. Denna åsikt delades inte av delegaterna från norra Vietnam, som månaden därpå grundade Indokinas kommunistiska parti. I augusti bildades det rivaliserande Annams kommunistiska parti i Cochinkina i söder och i januari 1930 ombildades Nya Vietnams revolutionära parti till Indokinas kommunistiska förbund. Därmed fanns tre separata kommunistpartier i kolonin och den revolutionära rörelsens splittring kritiserades hårt av Komintern.

### De tre partiernas enande
En representant för Komintern lyckades få till stånd en ny konferens i februari 1930 med målet att ena de tre stora kommunistpartierna i ett enda parti. Resultatet blev att Indokinas kommunistiska parti, Annams kommunistiska parti och Indokinas kommunistiska förbund slogs samman till Vietnamesiska kommunistpartiet och delegaterna kom överens om en politisk strategi för det nya partiet. Generalsekreterare blev i juni samma år Trần Phú. En nyvald centralkommitté sammanträdde i exil i Hongkong i oktober 1930 där man bland annat beslutade att döpa om partiet till Indokinesiska kommunistpartiet (vietnamesiska: Đảng Cộng sản Đông Dương) för att inte låta exkluderande mot icke-vietnameser. Namnbytet hade krävts av Komintern och även från de egna partileden och utgjorde en paradox då man åberopade nationalism som enande faktor för kolonins inhemska befolkning.